# Anton Joseph Roßhirt
Anton Joseph Roßhirt (auch Rosshirt; * 22. Juli 1746 in Sulzfeld am Main; † 15. März 1795 in Würzburg) war ein römisch-katholischer Theologe und Hochschullehrer.

## Leben
Roßhirts erste Ausbildung liegt im Dunkeln. Er wurde 1765 in das Würzburger Seminar aufgenommen und trieb sein Studium der Theologie bis zur Promotion zum Doktor der Theologie. Seine Priesterweihe erfolgte 1770. Anschließend kam er als Kaplan an das Juliusspital. Nachdem er ein paar Jahre in der Seelsorge tätig gewesen war, wurde er 1776 Lehrer der Grammatik am Würzburger Gymnasium.
Roßhirt erhielt 1777 die Stelle des Subregens am Würzburger Seminar und folgte 1779 einem Ruf als ordentlicher Professor der Moral an die Theologische Fakultät der Universität Würzburg. 1788 wurde er zudem zum Kanoniker am Stift Haug ernannt. Er verstarb im Amt. Sein Nachfolger im Professorenamt wurde Johann Michael Feder.
Zu seinen Studenten gehörte unter anderem Georg Libor Eyrich.

## Werke (Auswahl)
- Ueber den Beruf zum geistlichen Stande, Rienner, Würzburg 1786.
- Institutiones Theologiae Moralis : Praelectionibus Publicis Accomodatae, Blank, Würzburg 1789.
- Expositio doctrinae catholicae de sacramento extremae unctionis, Würzburg 1791.